# Eremophila neglecta
Eremophila neglecta är en flenörtsväxtart som beskrevs av John McConnell Black. Eremophila neglecta ingår i släktet Eremophila och familjen flenörtsväxter. Inga underarter finns listade i Catalogue of Life.